# Thelyphonus linganus
Thelyphonus linganus är en spindeldjursart som beskrevs av Carl Ludwig Koch 1843. Thelyphonus linganus ingår i släktet Thelyphonus och familjen Thelyphonidae. Inga underarter finns listade i Catalogue of Life.